# Anghel Nour
Anghel Nour a fost un politician român basarabean, căpitan al Armatei Țariste și primul primar din istoria Chișinăului, fiind în funcție între 1817 și 1821.

## Biografie
Nour s-a născut într-o familie de mici boieri moldoveni. A luptat în războiul ruso-turc din 1806-1812, ajungând la rangul de căpitan în Armata Imperială Rusă. După război s-a stabilit în Basarabia, proaspăt anexată de Imperiul Rus. 
În 1817, la Chișinău, s-au ținut alegeri pentru alegerea primarului, acestea fiind câștigate de către căpitanul Anghel Nour. The first mayor was elected by the Duma - the "Moldavian service captain" Angel Nour. A fost angajat activ în dezvoltarea orașului. A fost succedat în funcția de primar de Dimitrie Lovcinski.